# Da asso ad asso
Da asso ad asso è un gioco di carte.

## Il gioco
Si gioca da 2 a 6 giocatori (sempre tutti contro tutti) con una confezione di due mazzi di carte (108) usate per giocare a ramino, scala 40 e burraco, compresi i Jolly.
Il mazziere mescola le carte e ne distribuisce, in senso orario cinque carte a testa una alla volta, e ne scopre una sul tavolo accanto al mazzo.
Lo scopo del gioco è quello di comporre una scala in ordine crescente A, 2, 3, 4, 5, 6, 7, 8, 9, 10, J, Q, K, A di un unico seme, prima di ogni avversario. il giocatore pesca una carta e ne scarta una, oppure, se nel mazzo degli scarti può essergli utile la prima carta che c'è, la prende e ne scarta una. Per comporre una scala bisogna avere almeno un asso ,un due o un re, oppure un asso e un Jolly,. Il giocatore "attacca" posizionando le carte a mo' di scala e pesca dal mazzo fino ad avere sei carte in mano, per poi scartarne una; un giocatore può continuare ad attaccare nel proprio turno. Il giocatore può temporaneamente sostituire una carta a lui mancante con un Jolly, ma deve cominciare a costruire la scala cominciando con un asso o un Jolly. Due giocatori possono eventualmente costruire una scala con lo stesso seme.
Un giocatore in possesso di una carta mancante ad un avversario, il quale l'ha sostituita con un Jolly, può cedergliela prendendosi il Jolly. La scala si può concludere sia con un asso che con un Jolly.
Il giocatore inoltre può cambiare la scala al giocatore avversario se ha un numero pari o maggiore di carte consecutive a quelle della scala dell’avversario. Inoltre se il giocatore ha in mano più assi può metterli giù creando scale morte alle quali tutti possono aggiungere carte 